# Territoriale prelatuur Juli
De territoriale prelatuur Juli (Latijn: Praelatura Territorialis Iuliensis) is een rooms-katholieke territoriale prelatuur met als zetel Juli, in Peru. De territoriale prelatuur is suffragaan aan het aartsbisdom Arequipa. 

## Geschiedenis
De territoriale prelatuur werd opgericht op 3 augustus 1957, uit delen van het bisdom Puno. Op 3 april 2019 verloor het gebied bij de oprichting van de territoriale prelatuur Santiago Apóstol de Huancané. 

## Parochies
De territoriale prelatuur had in 2021 een oppervlakte van 13.805 km2 en telde 225.170 inwoners waarvan 80,0% rooms-katholiek was.

## Prelaten
- Edward Louis Fedders (3 augustus 1957 - 11 maart 1973)
- Raimundo Revoredo Ruiz (25 november 1988 - 29 mei 1999)
- Elio Alevi Pérez Tapia (19 april 2001 - 25 juni 2005)
- José María Ortega Trinidad (22 april 2006 - 15 november 2018)
- Ciro Quispe López (15 november 2018 - heden)

Arequipa (aartsbisdom) · Ayaviri (territoriale prelatuur) · Chuquibamba (territoriale prelatuur) · Juli (territoriale prelatuur) · Puno · Santiago Apóstol de Huancané (territoriale prelatuur) · Tacna y Moquegua